# Susan Langstaff Mitchell
Susan Langstaff Mitchell (5 décembre 1866 - 4 mars 1926) est une écrivaine et poétesse irlandaise, connue pour ses vers satiriques.

## Biographie

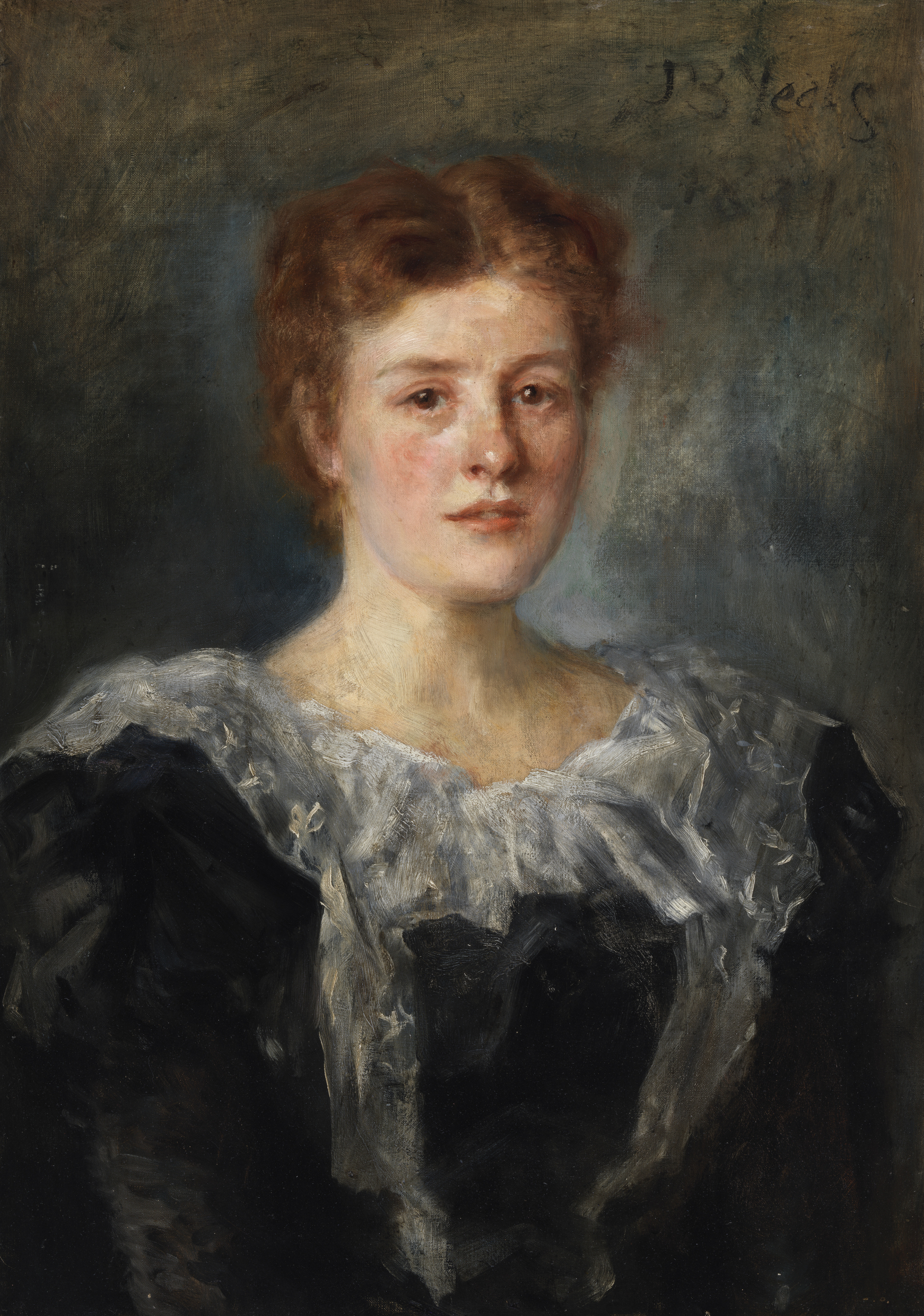
Portrait

Susan Langstaff Mitchell est née à Carrick-on-Shannon, dans le comté de Leitrim, cinquième des sept enfants de Michael Thomas Mitchell et de Catherine Theresa Cullen. Son père y est directeur de la Banque provinciale. Il meurt quand elle a six ans et elle est envoyée à Dublin pour vivre avec des tantes sur Wellington Road à Dublin, tandis que sa mère, Kate, déménage à Sligo pour y faire instruire ses fils. À Dublin, Mitchell vit à côté de l'artiste Sarah Purser et de sa famille, et elle fréquente une école privée sur Morehampton Road dirigée par Harriett Abbott. Mitchell fréquente ensuite le Trinity College de Dublin, où elle passe l'examen féminin du TCD avec les honneurs.
En 1884, elle s'installe à Birr, à Offaly, pour être avec ses tantes mais, bien que protestante, elle se rebelle bientôt contre leurs convictions unionistes et devient partisane du Home Rule. Lors de ses visites chez sa mère à Sligo, elle rencontre William Butler Yeats, et ils deviennent rapidement amis,. En 1897, elle commence à enseigner à Sligo, mais c'est une période malheureuse pour elle car son fiancé George Douglas Crooke meurt et on lui diagnostique la tuberculose.
En 1899, elle se rend à Londres pour le traitement d'un problème auditif associé à la tuberculose. Pendant son séjour, elle reste avec la famille Yeats et pose pour son portrait peint par John B. Yeats.
La maladie devait rester avec elle toute sa vie. Après son retour à Dublin, elle travaille comme journaliste et devient rédactrice en chef adjointe de l' Irish Homestead, sous la direction de George William Russell. Ainsi commence une étroite amitié et une relation professionnelle qui dure jusqu'à sa mort. Elle rédige des essais, des critiques, des notes théâtrales et des poèmes, souvent sous un pseudonyme. Ses poèmes paraissent pour la première fois chaque année dans le long numéro de vacances du Homestead, intitulé "Un Noël celtique". Certaines de ses paroles figurent dans New Songs (1904), une collection éditée par Russell qui contient également des morceaux de Padraic Colum et Alice Milligan (en).
Une ballade qu'elle écrit en 1905, "The Ballad of Shawe-Taylor and Hugh Lane", traitant d'une controverse impliquant Hugh Lane, est décrite par Thomas Bodkin comme "une délicieuse ballade comique, qu'elle chanta elle-même, d'une agréable voix de gorge"., lors de nombreux rassemblements dans les salons et studios de Dublin.". Elle fait la connaissance de William Butler Yeats, Padraic Colum, George Moore et d'autres. Elle contribue également à plusieurs cartes produites par Cuala Press entre 1909 et 1946, dont certaines sont conservées à la Bibliothèque nationale d'Irlande. Bien qu'elle ait toujours eu une touche d'humour dans ses écrits, elle écrit une étude d'un livre sur Moore et son travail qui n'est pas un peu acerbe.
Elle vit avec sa sœur Jane, une actrice et sa mère à Rathgar. Sa mère lui dicte ses mémoires, qui sont ensuite publiées. Elle publie son premier livre de poèmes, Aids to the Immortality of Certain Persons in Ireland, en 1908. Sa pièce la plus réussie est une parodie de Recessional de Rudyard Kipling, intitulée « Ode to the British Empire ». Ce livre est réédité dans une édition augmentée en 1913, suivie de The Living Calice.
À partir de 1923, elle est sous-rédactrice en chef de l' Irish Statesman, toujours sous la direction de George Russell. Au cours des deux dernières années et demie de sa vie, elle écrit plus de deux cents articles pour cette publication. Elle est décédée le 4 mars 1926 à l'âge de 60 ans d'un cancer. Elle est inhumée au Cimetière de Mount Jerome.

## Œuvres
- 1907, The Abbey Row (contributrice)
- 1908, Aids to the immortality of certain persons in Ireland charitably administered
- 1908, The living chalice and other poems
- 1912, Frankinscense and myrrh
- 1916, George Moore
- 1918, Secret springs of Dublin song (contributrice)